# 2025 WTA 투어
2025 WTA 투어(2025 WTA Tour, 스폰서십 이유로 2025 홀로직 WTA 투어로 브랜딩)는 2025년 테니스 시즌 동안 여자 테니스 협회(WTA)가 주최하는 세계 엘리트 여자 프로 테니스 서킷이다. 2025 WTA 투어 일정은 그랜드 슬램 토너먼트(국제 테니스 연맹(ITF) 주관), WTA 1000 토너먼트, WTA 500 토너먼트, WTA 250 토너먼트, 빌리 진 킹 컵(ITF 주관), 연말 챔피언십(WTA 파이널스), 팀 이벤트 유나이티드 컵(ATP와 공동 개최), 그리고 팀 이벤트 호프먼컵으로 구성된다.

## 일정
2025년 전체 행사 일정이다.
범례
| 그랜드 슬램 토너먼트 |
| 연말 챔피언십        |
| WTA 1000             |
| WTA 500              |
| WTA 250              |
| 팀 이벤트            |

### 1월
| 주                | 토너먼트 | 우승                                                     | 준우승                                   | 준결승 진출자                       | 8강 진출자                                                                    |
| ----------------- | --- | -------------------------------------------------------- | ---------------------------------------- | ----------------------------------- | ----------------------------------------------------------------------------- |
| 12월 30일         | 유나이티드 컵 퍼스 (웨스턴오스트레일리아주)/시드니, 오스트레일리아 유나이티드 컵 하드 – $5,125,000 – 18개 팀    | 미국 2–0                                                 | 폴란드                                   | 카자흐스탄 체코                     | 독일 영국 중화인민공화국 이탈리아                                             |
| 12월 30일         | 브리즈번 국제 브리즈번, 오스트레일리아 WTA 500 하드 – $1,520,600 – 48S/24Q/16D 단식 – 복식                      | 아리나 사발렌카 · 4–6, 6–3, 6–2                          | 폴리나 쿠데르메토바                      | 미라 안드레예바 · 안헬리나 칼리니나 | 마리 부즈코바 온스 자베르 애슐린 크루거 킴벌리 버렐                           |
| 12월 30일         | 브리즈번 국제 브리즈번, 오스트레일리아 WTA 500 하드 – $1,520,600 – 48S/24Q/16D 단식 – 복식                      | 미라 안드레예바 · 디아나 슈나이더 · 7–6(8–6), 7–5        | 프리실라 혼 · 안나 칼린스카야            | 미라 안드레예바 · 안헬리나 칼리니나 | 마리 부즈코바 온스 자베르 애슐린 크루거 킴벌리 버렐                           |
| 12월 30일         | 오클랜드 오픈 오클랜드 (뉴질랜드), 뉴질랜드 WTA 250 하드 – $275,094 – 32S/24Q/16D 단식 – 복식                   | 클라라 타우손 4–6, 0–0, ret.                             | 오사카 나오미                            | 로빈 몽고메리 알리시아 파크스       | 매디슨 키스 베르나르다 페라 케이티 볼리네츠 헤일리 밥티스트                   |
| 12월 30일         | 오클랜드 오픈 오클랜드 (뉴질랜드), 뉴질랜드 WTA 250 하드 – $275,094 – 32S/24Q/16D 단식 – 복식                   | 장신위 우팡셴 6–3, 6–4                                   | 알렉산드라 크루니치 사브리나 산타마리아  | 로빈 몽고메리 알리시아 파크스       | 매디슨 키스 베르나르다 페라 케이티 볼리네츠 헤일리 밥티스트                   |
| 1월 6일           | 애들레이드 국제 애들레이드, 오스트레일리아 WTA 500 하드 – $1,064,510 – 30S/24Q/16D 단식 – 복식                  | 매디슨 키스 6–3, 4–6, 6–1                                | 제시카 페굴라                            | 율리야 푸틴체바 · 류드밀라 삼소노바 | 애슐린 크루거 · 디아나 슈나이더 · 다리야 카사트키나 · 에마 나바로             |
| 1월 6일           | 애들레이드 국제 애들레이드, 오스트레일리아 WTA 500 하드 – $1,064,510 – 30S/24Q/16D 단식 – 복식                  | 궈한위 · 알렉산드라 파노바 · 7–5, 6–4                    | 베아트리스 하다드 마이아 라우라 지게문트 | 율리야 푸틴체바 · 류드밀라 삼소노바 | 애슐린 크루거 · 디아나 슈나이더 · 다리야 카사트키나 · 에마 나바로             |
| 1월 6일           | 호바트 국제 호바트, 오스트레일리아 WTA 250 하드 – $275,094 – 32S/24Q/16D 단식 – 복식                            | 매카트니 케슬러 6–4, 3–6, 6–0                            | 엘리스 메르텐스                          | 엘리나 아바네스얀 마야 조인트       | 다야나 야스트렘스카 · 아만다 아니시모바 · 소피아 케닌 · 베로니카 쿠데르메토바 |
| 1월 6일           | 호바트 국제 호바트, 오스트레일리아 WTA 250 하드 – $275,094 – 32S/24Q/16D 단식 – 복식                            | 장신위 우팡셴 6–1, 7–6(8–6)                              | 모니카 니쿨레스쿠 패니 스톨라르          | 엘리나 아바네스얀 마야 조인트       | 다야나 야스트렘스카 · 아만다 아니시모바 · 소피아 케닌 · 베로니카 쿠데르메토바 |
| 1월 13일 1월 20일 | 오스트레일리아 오픈 멜버른, 오스트레일리아 그랜드 슬램 하드 – A$43,250,000 128S/128Q/64D/32X 단식 – 복식 – 혼합 | 매디슨 키스 6–3, 2–6, 7–5                                | 아리나 사발렌카                          | 파울라 바도사 이가 시비옹테크       | 아나스타시야 파블류첸코바 · 코코 고프 · 엘리나 스비톨리나 · 에마 나바로       |
| 1월 13일 1월 20일 | 오스트레일리아 오픈 멜버른, 오스트레일리아 그랜드 슬램 하드 – A$43,250,000 128S/128Q/64D/32X 단식 – 복식 – 혼합 | 카테르지나 시니아코바 테일러 타운센드 6–2, 6–7(4–7), 6–3 | 셰수웨이 옐레나 오스타펜코               | 파울라 바도사 이가 시비옹테크       | 아나스타시야 파블류첸코바 · 코코 고프 · 엘리나 스비톨리나 · 에마 나바로       |
| 1월 13일 1월 20일 | 오스트레일리아 오픈 멜버른, 오스트레일리아 그랜드 슬램 하드 – A$43,250,000 128S/128Q/64D/32X 단식 – 복식 – 혼합 | 올리비아 가데키 존 피어스 3–6, 6–4, [10–6]               | 킴벌리 버렐 존-패트릭 스미스             | 파울라 바도사 이가 시비옹테크       | 아나스타시야 파블류첸코바 · 코코 고프 · 엘리나 스비톨리나 · 에마 나바로       |
| 1월 27일          | 린츠 오픈 린츠, 오스트리아 WTA 500 하드 (i) – $1,064,510 – 28S/24Q/16D 단식 – 복식                              | 예카테리나 알렉산드로바 · 6–2, 3–6, 7–5                  | 다야나 야스트렘스카                      | 카롤리나 무초바 클라라 타우손       | 아나스타시야 포타포바 · 페트라 마르티치 · 마리아 사카리 · 안나 블린코바       |
| 1월 27일          | 린츠 오픈 린츠, 오스트리아 WTA 500 하드 (i) – $1,064,510 – 28S/24Q/16D 단식 – 복식                              | 티메아 바보스 루이사 스테파니 3–6, 7–5, [10–4]           | 류드밀라 키체녹 나디아 키체녹            | 카롤리나 무초바 클라라 타우손       | 아나스타시야 포타포바 · 페트라 마르티치 · 마리아 사카리 · 안나 블린코바       |
| 1월 27일          | 싱가포르 오픈 싱가포르, 싱가포르 WTA 250 하드 (i) – $275,094 – 32S/16Q/16D 단식 – 복식                          | 엘리스 메르텐스 6–1, 6–4                                 | 앤 리                                    | 안나 칼린스카야 · 왕신유            | 마난차야 사왕카우 킴벌리 버렐 질 타이히만 카밀라 오소리오                     |
| 1월 27일          | 싱가포르 오픈 싱가포르, 싱가포르 WTA 250 하드 (i) – $275,094 – 32S/16Q/16D 단식 – 복식                          | 데지레 크라프치크 줄리아나 올모스 7–5, 6–0               | 왕신유 정사이사이                        | 안나 칼린스카야 · 왕신유            | 마난차야 사왕카우 킴벌리 버렐 질 타이히만 카밀라 오소리오                     |

### 2월
| 주       | 토너먼트                                                                                       | 우승                                                | 준우승                              | 준결승 진출자                                 | 8강 진출자                                                              |
| -------- | ---------------------------------------------------------------------------------------------- | --------------------------------------------------- | ----------------------------------- | --------------------------------------------- | ----------------------------------------------------------------------- |
| 2월 3일  | 아부다비 오픈 아부다비, 아랍에미리트 WTA 500 하드 – $1,064,510 – 28S/24Q/16D 단식 – 복식       | 벨린다 벤치치 4–6, 6–1, 6–1                         | 애슐린 크루거                       | 옐레나 리바키나 린다 노스코바                 | 온스 자베르 마르케타 본드로우쇼바 레일라 페르난데스 마그다 리네테       |
| 2월 3일  | 아부다비 오픈 아부다비, 아랍에미리트 WTA 500 하드 – $1,064,510 – 28S/24Q/16D 단식 – 복식       | 옐레나 오스타펜코 엘런 페레스 6–2, 6–1              | 크리스티나 믈라데노비치 장솨이      | 옐레나 리바키나 린다 노스코바                 | 온스 자베르 마르케타 본드로우쇼바 레일라 페르난데스 마그다 리네테       |
| 2월 3일  | 트란실바니아 오픈 클루지나포카, 루마니아 WTA 250 하드 (i) – $275,094 – 32S/16Q/16D 단식 – 복식 | 아나스타시야 포타포바 · 4–6, 6–1, 6–2               | 루치아 브론제티                     | 알략산드라 사스노비치 · 카테르지나 시니아코바 | 엘라 자이델 안헬리나 칼리니나 엘리자베타 코치아레토 빅토리야 토모바     |
| 2월 3일  | 트란실바니아 오픈 클루지나포카, 루마니아 WTA 250 하드 (i) – $275,094 – 32S/16Q/16D 단식 – 복식 | 마갈리 켐펜 안나 시스코바 6–3, 6–1                  | 자클린 크리스티안 안젤리카 모라텔리 | 알략산드라 사스노비치 · 카테르지나 시니아코바 | 엘라 자이델 안헬리나 칼리니나 엘리자베타 코치아레토 빅토리야 토모바     |
| 2월 10일 | 카타르 오픈 도하, 카타르 WTA 1000 하드 – $3,654,963 – 56S/32Q/28D 단식 – 복식                  | 아만다 아니시모바 6–4, 6–3                          | 옐레나 오스타펜코                   | 예카테리나 알렉산드로바 · 이가 시비옹테크     | 제시카 페굴라 마르타 코스튜크 온스 자베르 옐레나 리바키나               |
| 2월 10일 | 카타르 오픈 도하, 카타르 WTA 1000 하드 – $3,654,963 – 56S/32Q/28D 단식 – 복식                  | 사라 에라니 자스민 파올리니 7–5, 7–6(12–10)         | 장신위 우팡셴                       | 예카테리나 알렉산드로바 · 이가 시비옹테크     | 제시카 페굴라 마르타 코스튜크 온스 자베르 옐레나 리바키나               |
| 2월 17일 | 두바이 테니스 챔피언십 두바이, UAE WTA 1000 하드 – $3,654,963 – 56S/32Q/28D 단식 – 복식        | 미라 안드레예바 · 7–6(7–1), 6–1                     | 클라라 타우손                       | 카롤리나 무초바 옐레나 리바키나               | 린다 노스코바 소라나 크르스테아 소피아 케닌 이가 시비옹테크             |
| 2월 17일 | 두바이 테니스 챔피언십 두바이, UAE WTA 1000 하드 – $3,654,963 – 56S/32Q/28D 단식 – 복식        | 카테르지나 시니아코바 테일러 타운센드 7–6(7–5), 6–4 | 셰수웨이 옐레나 오스타펜코          | 카롤리나 무초바 옐레나 리바키나               | 린다 노스코바 소라나 크르스테아 소피아 케닌 이가 시비옹테크             |
| 2월 24일 | 메리다 오픈 메리다 (멕시코), 멕시코 WTA 500 하드 – $1,064,510 – 28S/24Q/16D 단식 – 복식        | 에마 나바로 6–0, 6–0                                | 에밀리아나 아랑고                   | 엘리나 아바네스얀 다리아 사빌                 | 제이넵 쇤메즈 마야 조인트 레베카 슈람코바 파울라 바도사                 |
| 2월 24일 | 메리다 오픈 메리다 (멕시코), 멕시코 WTA 500 하드 – $1,064,510 – 28S/24Q/16D 단식 – 복식        | 카타르지나 피테르 마야르 셰리프 7–6(7–2), 7–5       | 안나 다니리나 · 이리나 흐로마초바   | 엘리나 아바네스얀 다리아 사빌                 | 제이넵 쇤메즈 마야 조인트 레베카 슈람코바 파울라 바도사                 |
| 2월 24일 | ATX 오픈 오스틴 (텍사스주), 미국 WTA 250 하드 – $275,094 – 32S/16Q/16D 단식 – 복식             | 제시카 페굴라 7–5, 6–2                              | 매카트니 케슬러                     | 아일라 톰랴노비치 그리트 미넨                 | 안나 블린코바 · 에나 시바하라 · 캐럴라인 돌러하이드 · 소라나 크르스테아 |
| 2월 24일 | ATX 오픈 오스틴 (텍사스주), 미국 WTA 250 하드 – $275,094 – 32S/16Q/16D 단식 – 복식             | 안나 블린코바 · 위안유에 · 3–6, 6–1, [10–4]         | 매카트니 케슬러 장솨이              | 아일라 톰랴노비치 그리트 미넨                 | 안나 블린코바 · 에나 시바하라 · 캐럴라인 돌러하이드 · 소라나 크르스테아 |

### 3월
| 주                | 토너먼트 | 우승                                                      | 준우승                                | 준결승 진출자                               | 8강 진출자                                                     |
| ----------------- | --- | --------------------------------------------------------- | ------------------------------------- | ------------------------------------------- | -------------------------------------------------------------- |
| 3월 3일 3월 15일  | 인디언웰스 오픈 인디언웰스 (캘리포니아주), 미국 WTA 1000 하드 – $8,963,700 – 96S/48Q/32D/12X 단식 – 복식 – 혼합 | 미라 안드레예바 · 2–6, 6–4, 6–3                           | 아리나 사발렌카                       | 매디슨 키스 이가 시비옹테크                 | 류드밀라 삼소노바 · 벨린다 벤치치 · 엘리나 스비톨리나 · 정친원 |
| 3월 3일 3월 15일  | 인디언웰스 오픈 인디언웰스 (캘리포니아주), 미국 WTA 1000 하드 – $8,963,700 – 96S/48Q/32D/12X 단식 – 복식 – 혼합 | 아시아 무함마드 데미 쉬어스 6–2, 7–6(7–4)                 | 테레자 미할리코바 올리비아 니콜스     | 매디슨 키스 이가 시비옹테크                 | 류드밀라 삼소노바 · 벨린다 벤치치 · 엘리나 스비톨리나 · 정친원 |
| 3월 3일 3월 15일  | 인디언웰스 오픈 인디언웰스 (캘리포니아주), 미국 WTA 1000 하드 – $8,963,700 – 96S/48Q/32D/12X 단식 – 복식 – 혼합 | 사라 에라니 안드레아 바바소리 6–7(3–7), 6–3, [10–8]       | 베서니 매틱샌즈 마테 파비치           | 매디슨 키스 이가 시비옹테크                 | 류드밀라 삼소노바 · 벨린다 벤치치 · 엘리나 스비톨리나 · 정친원 |
| 3월 17일 3월 29일 | 마이애미 오픈 마이애미가든스, 미국 WTA 1000 하드 – $8,963,700 – 96S/48Q/32D 단식 – 복식                         | 아리나 사발렌카 · 7–5, 6–2                                | 제시카 페굴라                         | 자스민 파올리니 알렉산드라 에알라           | 정친원 마그다 리네테 에마 라두카누 이가 시비옹테크             |
| 3월 17일 3월 29일 | 마이애미 오픈 마이애미가든스, 미국 WTA 1000 하드 – $8,963,700 – 96S/48Q/32D 단식 – 복식                         | 미라 안드레예바 · 디아나 슈나이더 · 6–3, 6–7(5–7), [10–2] | 크리스티나 부크사 미유 카토           | 자스민 파올리니 알렉산드라 에알라           | 정친원 마그다 리네테 에마 라두카누 이가 시비옹테크             |
| 3월 31일          | 찰스턴 오픈 찰스턴 (사우스캐롤라이나주), 미국 WTA 500 클레이 (그린) – $1,064,510 – 48S/24Q/16D 단식 – 복식      | 제시카 페굴라 6–3, 7–5                                    | 소피아 케닌                           | 예카테리나 알렉산드로바 · 아만다 아니시모바 | 대니엘 콜린스 · 정친원 · 에마 나바로 · 안나 칼린스카야         |
| 3월 31일          | 찰스턴 오픈 찰스턴 (사우스캐롤라이나주), 미국 WTA 500 클레이 (그린) – $1,064,510 – 48S/24Q/16D 단식 – 복식      | 옐레나 오스타펜코 에린 루트리프 6–4, 6–2                  | 캐럴라인 돌러하이드 데지레 크라프치크 | 예카테리나 알렉산드로바 · 아만다 아니시모바 | 대니엘 콜린스 · 정친원 · 에마 나바로 · 안나 칼린스카야         |
| 3월 31일          | 코파 콜사니타스 보고타, 콜롬비아 WTA 250 클레이 – $275,094 – 32S/16Q/16D 단식 – 복식                            | 카밀라 오소리오 6–3, 6–3                                  | 카타르지나 카바                       | 줄리에타 파레하 줄리아 리에라               | 마리 부즈코바 레올리아 장장 레아 보슈코비치 타티아나 마리아    |
| 3월 31일          | 코파 콜사니타스 보고타, 콜롬비아 WTA 250 클레이 – $275,094 – 32S/16Q/16D 단식 – 복식                            | 크리스티나 부크사 사라 소리베스 토르모 5–7, 6–2, [10–5]   | 이리나 바라 라우라 피고시             | 줄리에타 파레하 줄리아 리에라               | 마리 부즈코바 레올리아 장장 레아 보슈코비치 타티아나 마리아    |

### 4월
| 주                | 토너먼트                                                                                     | 우승                                                                       | 준우승 | 준결승 진출자                             | 8강 진출자                                                                      |
| ----------------- | -------------------------------------------------------------------------------------------- | -------------------------------------------------------------------------- | --- | ----------------------------------------- | ------------------------------------------------------------------------------- |
| 4월 7일           | 빌리 진 킹 컵 예선 라운드                                                                    | 예선 라운드 우승자 · 일본 · 스페인 · 미국 · 카자흐스탄 · 우크라이나 · 영국 | 예선 라운드 탈락자 · 캐나다 · 루마니아 · 체코 · 브라질 · 슬로바키아 · 덴마크 · 오스트레일리아 · 콜롬비아 · 폴란드 · 스위스 · 네덜란드 · 독일 |                                           |                                                                                 |
| 4월 14일          | 슈투트가르트 오픈 슈투트가르트, 독일 WTA 500 클레이 (i) – $925,661 – 28S/16Q/14D 단식 – 복식 | 옐레나 오스타펜코 6–4, 6–1                                                 | 아리나 사발렌카 | 자스민 파올리니 · 예카테리나 알렉산드로바 | 엘리스 메르텐스 코코 고프 제시카 페굴라 이가 시비옹테크                         |
| 4월 14일          | 슈투트가르트 오픈 슈투트가르트, 독일 WTA 500 클레이 (i) – $925,661 – 28S/16Q/14D 단식 – 복식 | 개브리엘라 더브라우스키 에린 루트리프 6–3, 6–3                             | 예카테리나 알렉산드로바 · 장솨이 | 자스민 파올리니 · 예카테리나 알렉산드로바 | 엘리스 메르텐스 코코 고프 제시카 페굴라 이가 시비옹테크                         |
| 4월 14일          | 루앙 오픈 루앙, 프랑스 WTA 250 클레이 (i) – €239,212 – 32S/24Q/16D 단식 – 복식               | 엘리나 스비톨리나 6–4, 7–6(10–8)                                           | 올가 다니로비치 | 엘레나-가브리엘라 루세 수잔 라멘스        | 제시카 부사 마네이로 제시카 폰셰 우치지마 모유카 티안트소아 라코토망가 라자오나 |
| 4월 14일          | 루앙 오픈 루앙, 프랑스 WTA 250 클레이 (i) – €239,212 – 32S/24Q/16D 단식 – 복식               | 알렉산드라 크루니치 사브리나 산타마리아 6–0, 6–4                           | 이리나 흐로마초바 · 린다 노스코바 | 엘레나-가브리엘라 루세 수잔 라멘스        | 제시카 부사 마네이로 제시카 폰셰 우치지마 모유카 티안트소아 라코토망가 라자오나 |
| 4월 21일 4월 28일 | 마드리드 오픈 마드리드, 스페인 WTA 1000 클레이 – €7,854,000 – 96S/48Q/32D 단식 – 복식        | 아리나 사발렌카 · 6–3, 7–6(7–3)                                            | 코코 고프 | 엘리나 스비톨리나 이가 시비옹테크         | 마르타 코스튜크 · 우치지마 모유카 · 미라 안드레예바 · 매디슨 키스               |
| 4월 21일 4월 28일 | 마드리드 오픈 마드리드, 스페인 WTA 1000 클레이 – €7,854,000 – 96S/48Q/32D 단식 – 복식        | 소라나 크르스테아 · 안나 칼린스카야 · 6–7(10–12), 6–2, [12–10]             | 베로니카 쿠데르메토바 · 엘리스 메르텐스 | 엘리나 스비톨리나 이가 시비옹테크         | 마르타 코스튜크 · 우치지마 모유카 · 미라 안드레예바 · 매디슨 키스               |

### 5월
| 주               | 토너먼트                                                                                             | 우승                                                | 준우승                                  | 준결승 진출자                          | 8강 진출자                                                              |
| ---------------- | --- | --------------------------------------------------- | --------------------------------------- | -------------------------------------- | ----------------------------------------------------------------------- |
| 5월 5일 5월 12일 | 이탈리아 오픈 로마, 이탈리아 WTA 1000 클레이 – €6,009,593 – 96S/48Q/32D 단식 – 복식                  | 자스민 파올리니 6–4, 6–2                            | 코코 고프                               | 정친원 페이턴 스턴스                   | 아리나 사발렌카 · 미라 안드레예바 · 디아나 슈나이더 · 엘리나 스비톨리나 |
| 5월 5일 5월 12일 | 이탈리아 오픈 로마, 이탈리아 WTA 1000 클레이 – €6,009,593 – 96S/48Q/32D 단식 – 복식                  | 사라 에라니 자스민 파올리니 6–4, 7–5                | 베로니카 쿠데르메토바 · 엘리스 메르텐스 | 정친원 페이턴 스턴스                   | 아리나 사발렌카 · 미라 안드레예바 · 디아나 슈나이더 · 엘리나 스비톨리나 |
| 5월 19일         | 스트라스부르 국제 스트라스부르, 프랑스 WTA 500 클레이 – €925,661 – 28S/16Q/16D 단식 – 복식           | 옐레나 리바키나 6–1, 6–7(2–7), 6–1                  | 류드밀라 삼소노바                       | 대니엘 콜린스 베아트리스 하다드 마이아 | 안나 칼린스카야 · 파울라 바도사 · 마그다 리네테 · 에마 나바로           |
| 5월 19일         | 스트라스부르 국제 스트라스부르, 프랑스 WTA 500 클레이 – €925,661 – 28S/16Q/16D 단식 – 복식           | 티메아 바보스 루이사 스테파니 6–3, 6–7(3–7), [10–7] | 궈한위 니콜 멜리차르-마르티네스         | 대니엘 콜린스 베아트리스 하다드 마이아 | 안나 칼린스카야 · 파울라 바도사 · 마그다 리네테 · 에마 나바로           |
| 5월 19일         | 모로코 오픈 라바트, 모로코 WTA 250 클레이 – $275,094 – 32S/16Q/16D 단식 – 복식                       | 마야 조인트 6–3, 6–2                                | 자클린 크리스티안                       | 아일라 톰랴노비치 카밀라 오소리오      | 제시카 부사 마네이로 앤 리 아나스타시야 세바스토바 마리아 마테아스      |
| 5월 19일         | 모로코 오픈 라바트, 모로코 WTA 250 클레이 – $275,094 – 32S/16Q/16D 단식 – 복식                       | 마야 조인트 옥사나 칼라시니코바 6–3, 7–5            | 안젤리카 모라텔리 카밀라 로사텔로       | 아일라 톰랴노비치 카밀라 오소리오      | 제시카 부사 마네이로 앤 리 아나스타시야 세바스토바 마리아 마테아스      |
| 5월 26일 6월 8일 | 프랑스 오픈 파리 (프랑스), 프랑스 그랜드 슬램 클레이 – €26,334,000 – 128S/64D/32X 단식 – 복식 – 혼합 | 코코 고프 6–7(5–7), 6–2, 6–4                        | 아리나 사발렌카                         | 이가 시비옹테크 루이스 부아송          | 정친원 · 엘리나 스비톨리나 · 미라 안드레예바 · 매디슨 키스              |
| 5월 26일 6월 8일 | 프랑스 오픈 파리 (프랑스), 프랑스 그랜드 슬램 클레이 – €26,334,000 – 128S/64D/32X 단식 – 복식 – 혼합 | 사라 에라니 자스민 파올리니 6–4, 2–6, 6–1           | 안나 다니리나 알렉산드라 크루니치       | 이가 시비옹테크 루이스 부아송          | 정친원 · 엘리나 스비톨리나 · 미라 안드레예바 · 매디슨 키스              |
| 5월 26일 6월 8일 | 프랑스 오픈 파리 (프랑스), 프랑스 그랜드 슬램 클레이 – €26,334,000 – 128S/64D/32X 단식 – 복식 – 혼합 | 사라 에라니 안드레아 바바소리 6–4, 6–2              | 테일러 타운센드 에반 킹                 | 이가 시비옹테크 루이스 부아송          | 정친원 · 엘리나 스비톨리나 · 미라 안드레예바 · 매디슨 키스              |

### 6월
| 주               | 토너먼트                                                                                             | 우승                                                    | 준우승                                       | 준결승 진출자                                   | 8강 진출자                                                                         |
| ---------------- | --- | ------------------------------------------------------- | -------------------------------------------- | ----------------------------------------------- | ---------------------------------------------------------------------------------- |
| 6월 9일          | 퀸즈 클럽 챔피언십 런던, 영국 WTA 500 잔디 – $1,415,000 – 28S/24Q/16D 단식 – 복식                    | 타티아나 마리아 6–3, 6–4                                | 아만다 아니시모바                            | 정친원 매디슨 키스                              | 에마 라두카누 · 에마 나바로 · 옐레나 리바키나 · 디아나 슈나이더                    |
| 6월 9일          | 퀸즈 클럽 챔피언십 런던, 영국 WTA 500 잔디 – $1,415,000 – 28S/24Q/16D 단식 – 복식                    | 아시아 무함마드 데미 쉬어스 7–5, 6–7(3–7), [10–4]       | 안나 다니리나 · 디아나 슈나이더              | 정친원 매디슨 키스                              | 에마 라두카누 · 에마 나바로 · 옐레나 리바키나 · 디아나 슈나이더                    |
| 6월 9일          | 리베마 오픈 로스말렌, 네덜란드 WTA 250 잔디 – €239,212 – 32S/24Q/16D 단식 – 복식                     | 엘리스 메르텐스 6–3, 7–6(7–4)                           | 엘레나-가브리엘라 루세                       | 엘리자베타 코치아레토 · 예카테리나 알렉산드로바 | 비앙카 안드레스쿠 · 수잔 라멘스 · 위안유에 · 베로니카 쿠데르메토바                 |
| 6월 9일          | 리베마 오픈 로스말렌, 네덜란드 WTA 250 잔디 – €239,212 – 32S/24Q/16D 단식 – 복식                     | 이리나 흐로마초바 · 패니 스톨라르 · 7–5, 6–3            | 니콜 멜리차르-마르티네스 · 류드밀라 삼소노바 | 엘리자베타 코치아레토 · 예카테리나 알렉산드로바 | 비앙카 안드레스쿠 · 수잔 라멘스 · 위안유에 · 베로니카 쿠데르메토바                 |
| 6월 16일         | 독일 오픈 베를린, 독일 WTA 500 잔디 – €925,661 – 28S/24Q/16D 단식 – 복식                             | 마르케타 본드로우쇼바 7–6(12–10), 4–6, 6–2              | 왕신유                                       | 아리나 사발렌카 · 류드밀라 삼소노바             | 옐레나 리바키나 온스 자베르 아만다 아니시모바 파울라 바도사                        |
| 6월 16일         | 독일 오픈 베를린, 독일 WTA 500 잔디 – €925,661 – 28S/24Q/16D 단식 – 복식                             | 테레자 미할리코바 올리비아 니콜스 4−6, 6−2, [10−6]      | 사라 에라니 자스민 파올리니                  | 아리나 사발렌카 · 류드밀라 삼소노바             | 옐레나 리바키나 온스 자베르 아만다 아니시모바 파울라 바도사                        |
| 6월 16일         | 노팅엄 오픈 노팅엄, 영국 WTA 250 잔디 – $275,094 – 32S/24Q/16D 단식 – 복식                           | 매카트니 케슬러 6–4, 7–5                                | 다야나 야스트렘스카                          | 레베카 슈람코바 마그다 리네테                   | 케이티 불터 린다 노스코바 레일라 페르난데스 클라라 타우손                          |
| 6월 16일         | 노팅엄 오픈 노팅엄, 영국 WTA 250 잔디 – $275,094 – 32S/24Q/16D 단식 – 복식                           | 베아트리스 하다드 마이아 라우라 지게문트 6–3, 6–2       | 안나 다니리나 에나 시바하라                  | 레베카 슈람코바 마그다 리네테                   | 케이티 불터 린다 노스코바 레일라 페르난데스 클라라 타우손                          |
| 6월 23일         | 바트홈부르크 오픈 바트홈부르크포어데어회에, 독일 WTA 500 잔디 – $1,064,510 – 32S/16Q/16D 단식 – 복식 | 제시카 페굴라 6–4, 7–5                                  | 이가 시비옹테크                              | 린다 노스코바 자스민 파올리니                   | 에마 나바로 · 미라 안드레예바 · 예카테리나 알렉산드로바 · 베아트리스 하다드 마이아 |
| 6월 23일         | 바트홈부르크 오픈 바트홈부르크포어데어회에, 독일 WTA 500 잔디 – $1,064,510 – 32S/16Q/16D 단식 – 복식 | 궈한위 · 알렉산드라 파노바 · 4–6, 7–6(7–4), [10–5]      | 류드밀라 키체녹 엘런 페레스                  | 린다 노스코바 자스민 파올리니                   | 에마 나바로 · 미라 안드레예바 · 예카테리나 알렉산드로바 · 베아트리스 하다드 마이아 |
| 6월 23일         | 이스트본 오픈 이스트본, 영국 WTA 250 잔디 – $389,000 – 32S/24Q/16D 단식 – 복식                       | 마야 조인트 6–4, 1–6, 7–6(12–10)                        | 알렉산드라 에알라                            | 아나스타시야 파블류첸코바 · 바르바라 그라체바   | 안나 블린코바 · 카밀라 라히모바 · 다야나 야스트렘스카 · 바르보라 크레이치코바      |
| 6월 23일         | 이스트본 오픈 이스트본, 영국 WTA 250 잔디 – $389,000 – 32S/24Q/16D 단식 – 복식                       | 마리 부즈코바 안나 다니리나 6–4, 7–5                    | 셰수웨이 마야 조인트                         | 아나스타시야 파블류첸코바 · 바르바라 그라체바   | 안나 블린코바 · 카밀라 라히모바 · 다야나 야스트렘스카 · 바르보라 크레이치코바      |
| 6월 30일 7월 7일 | 윔블던 런던, 영국 그랜드 슬램 잔디 – $25,161,500 – 128S/64D/32X 단식 – 복식 – 혼합                   | 이가 시비옹테크 6–0, 6–0                                | 아만다 아니시모바                            | 아리나 사발렌카 · 벨린다 벤치치                 | 라우라 지게문트 · 아나스타시야 파블류첸코바 · 미라 안드레예바 · 류드밀라 삼소노바  |
| 6월 30일 7월 7일 | 윔블던 런던, 영국 그랜드 슬램 잔디 – $25,161,500 – 128S/64D/32X 단식 – 복식 – 혼합                   | 베로니카 쿠데르메토바 · 엘리스 메르텐스 · 3–6, 6–2, 6–4 | 셰수웨이 옐레나 오스타펜코                   | 아리나 사발렌카 · 벨린다 벤치치                 | 라우라 지게문트 · 아나스타시야 파블류첸코바 · 미라 안드레예바 · 류드밀라 삼소노바  |
| 6월 30일 7월 7일 | 윔블던 런던, 영국 그랜드 슬램 잔디 – $25,161,500 – 128S/64D/32X 단식 – 복식 – 혼합                   | 카테르지나 시니아코바 셈 베르베크 7–6(7–3), 7–6(7–3)    | 루이사 스테파니 조 솔즈베리                  | 아리나 사발렌카 · 벨린다 벤치치                 | 라우라 지게문트 · 아나스타시야 파블류첸코바 · 미라 안드레예바 · 류드밀라 삼소노바  |

### 7월
| 주               | 토너먼트                                                                         | 우승                                           | 준우승                                   | 준결승 진출자                          | 8강 진출자                                                                     |
| ---------------- | -------------------------------------------------------------------------------- | ---------------------------------------------- | ---------------------------------------- | -------------------------------------- | ------------------------------------------------------------------------------ |
| 7월 14일         | 호프먼컵 바리 (도시), 이탈리아 ITF 혼성 팀 챔피언십 하드 – 6개 팀 (RR)           | 캐나다 · 2–1                                   | 이탈리아                                 | 예선 라운드 (그룹 A) · 그리스 · 스페인 | 예선 라운드 (그룹 B) · 크로아티아 · 프랑스                                     |
| 7월 14일         | 이아시 오픈 이아시, 루마니아 WTA 250 클레이 – €239,212 – 32S/24Q/16D 단식 – 복식 | 이리나-카멜리아 베구 6–0, 7–5                  | 질 타이히만                              | 소라나 크르스테아 자클린 크리스티안    | 마리아 로우르데스 카르레 시모나 발테르트 안나 시스코바 판나 우드바르디         |
| 7월 14일         | 이아시 오픈 이아시, 루마니아 WTA 250 클레이 – €239,212 – 32S/24Q/16D 단식 – 복식 | 베로니카 에르자베치 판나 우드바르디 7–5, 6–3   | 마리아 로우르데스 카르레 시모나 발테르트 | 소라나 크르스테아 자클린 크리스티안    | 마리아 로우르데스 카르레 시모나 발테르트 안나 시스코바 판나 우드바르디         |
| 7월 14일         | 함부르크 오픈 함부르크, 독일 WTA 250 클레이 – €275,094 – 32S/24Q/16D 단식 – 복식 | 루이스 부아송 7–5, 6–3                         | 안나 본다르                              | 카야 주반 다야나 야스트렘스카          | 예카테리나 알렉산드로바 · 레어레 로메로 고르마스 · 빅토리야 토모바 · 갈피 덜머 |
| 7월 14일         | 함부르크 오픈 함부르크, 독일 WTA 250 클레이 – €275,094 – 32S/24Q/16D 단식 – 복식 | 나디아 키체녹 니노미야 마코토 6–4, 3–6, [11–9] | 안나 본다르 아란트샤 루스                | 카야 주반 다야나 야스트렘스카          | 예카테리나 알렉산드로바 · 레어레 로메로 고르마스 · 빅토리야 토모바 · 갈피 덜머 |
| 7월 21일         | 워싱턴 오픈 워싱턴 D.C., 미국 WTA 500 하드 – $ – 28S/24Q/16D 단식 – 복식         | · vs. ·                                        | · vs. ·                                  | vs. · vs.                              | vs. · vs. · vs. · vs.                                                          |
| 7월 21일         | 워싱턴 오픈 워싱턴 D.C., 미국 WTA 500 하드 – $ – 28S/24Q/16D 단식 – 복식         | / · vs. · /                                    |                                          | vs. · vs.                              | vs. · vs. · vs. · vs.                                                          |
| 7월 21일         | 프라하 오픈 프라하, 체코 WTA 250 하드 – $ – 32S/24Q/16D 단식 – 복식              | · vs. ·                                        | · vs. ·                                  | vs. · vs.                              | vs. · vs. · vs. · vs.                                                          |
| 7월 21일         | 프라하 오픈 프라하, 체코 WTA 250 하드 – $ – 32S/24Q/16D 단식 – 복식              | / · vs. · /                                    |                                          | vs. · vs.                              | vs. · vs. · vs. · vs.                                                          |
| 7월 28일 8월 4일 | 캐나다 오픈 몬트리올, 캐나다 WTA 1000 하드 – $ – 96S/48Q/32D 단식 – 복식         | · vs. ·                                        | · vs. ·                                  | vs. · vs.                              | vs. · vs. · vs. · vs.                                                          |
| 7월 28일 8월 4일 | 캐나다 오픈 몬트리올, 캐나다 WTA 1000 하드 – $ – 96S/48Q/32D 단식 – 복식         | / · vs. · /                                    |                                          | vs. · vs.                              | vs. · vs. · vs. · vs.                                                          |

### 8월
| 주               | 토너먼트                                                                                | 우승        | 준우승  | 준결승 진출자 | 8강 진출자 |
| ---------------- | --------------------------------------------------------------------------------------- | ----------- | ------- | ------------- | ---------- |
| 8월 4일 8월 11일 | 신시내티 마스터스 메이슨 (오하이오주), 미국 WTA 1000 하드 – $ – 96S/48Q/32D 단식 – 복식 | · vs. ·     | · vs. · | ·             | ·          |
| 8월 4일 8월 11일 | 신시내티 마스터스 메이슨 (오하이오주), 미국 WTA 1000 하드 – $ – 96S/48Q/32D 단식 – 복식 | / · vs. · / |         | ·             | ·          |
| 8월 18일         | 몬테레이 오픈 몬테레이, 멕시코 WTA 500 하드 – $ – 28S/24Q/16D 단식 – 복식               | · vs. ·     | · vs. · | ·             | ·          |
| 8월 18일         | 몬테레이 오픈 몬테레이, 멕시코 WTA 500 하드 – $ – 28S/24Q/16D 단식 – 복식               | / · vs. · / |         | ·             | ·          |
| 8월 18일         | Tennis in the Land, 클리블랜드, 미국 WTA 250 하드 – $ – 32S/24Q/16D 단식 – 복식         | · vs. ·     | · vs. · | ·             | ·          |
| 8월 18일         | Tennis in the Land, 클리블랜드, 미국 WTA 250 하드 – $ – 32S/24Q/16D 단식 – 복식         | / · vs. · / |         | ·             | ·          |
| 8월 25일 9월 1일 | US 오픈 뉴욕, 미국 그랜드 슬램 하드 – $ – 128S/64D/16X 단식 – 복식 – 혼합               | · vs. ·     | · vs. · | ·             | ·          |
| 8월 25일 9월 1일 | US 오픈 뉴욕, 미국 그랜드 슬램 하드 – $ – 128S/64D/16X 단식 – 복식 – 혼합               | / · vs. · / |         | ·             | ·          |
| 8월 25일 9월 1일 | US 오픈 뉴욕, 미국 그랜드 슬램 하드 – $ – 128S/64D/16X 단식 – 복식 – 혼합               | / · vs. · / |         | ·             | ·          |

### 9월
| 주                | 토너먼트                                                                               | 우승        | 준우승  | 준결승 진출자 | 8강 진출자 |
| ----------------- | -------------------------------------------------------------------------------------- | ----------- | ------- | ------------- | ---------- |
| 9월 8일           | 과달라하라 오픈 과달라하라 (멕시코), 멕시코 WTA 500 하드 – $ – 28S/24Q/16D 단식 – 복식 | · vs. ·     | · vs. · | ·             | ·          |
| 9월 8일           | 과달라하라 오픈 과달라하라 (멕시코), 멕시코 WTA 500 하드 – $ – 28S/24Q/16D 단식 – 복식 | / · vs. · / |         | ·             | ·          |
| 9월 8일           | SP 오픈 상파울루, 브라질 WTA 250 하드– $ – 32S/24Q/16D 단식 – 복식                     | · vs. ·     | · vs. · | ·             | ·          |
| 9월 8일           | SP 오픈 상파울루, 브라질 WTA 250 하드– $ – 32S/24Q/16D 단식 – 복식                     | / · vs. · / |         | ·             | ·          |
| 9월 15일          | 빌리 진 킹 컵 파이널스 선전시, 중화인민공화국 하드 (i) – 8개 팀                        | · vs. ·     | · vs. · | ·             | ·          |
| 9월 15일          | 코리아 오픈 서울특별시, 대한민국 WTA 500 하드 – $ – 28S/24Q/16D 단식 – 복식            | · vs. ·     | · vs. · | ·             | ·          |
| 9월 15일          | 코리아 오픈 서울특별시, 대한민국 WTA 500 하드 – $ – 28S/24Q/16D 단식 – 복식            | / · vs. · / |         | ·             | ·          |
| 9월 22일 9월 29일 | 차이나 오픈 베이징시, 중화인민공화국 WTA 1000 하드 – $ – 96S/48Q/32D 단식 – 복식       | · vs. ·     | · vs. · | ·             | ·          |
| 9월 22일 9월 29일 | 차이나 오픈 베이징시, 중화인민공화국 WTA 1000 하드 – $ – 96S/48Q/32D 단식 – 복식       | / · vs. · / |         | ·             | ·          |

### 10월
| 주        | 토너먼트                                                                        | 우승        | 준우승  | 준결승 진출자 | 8강 진출자 |
| --------- | ------------------------------------------------------------------------------- | ----------- | ------- | ------------- | ---------- |
| 10월 6일  | 우한 오픈 우한시, 중화인민공화국 WTA 1000 하드 – $ – 56S/24Q/28D 단식 – 복식    | · vs. ·     | · vs. · | ·             | ·          |
| 10월 6일  | 우한 오픈 우한시, 중화인민공화국 WTA 1000 하드 – $ – 56S/24Q/28D 단식 – 복식    | / · vs. · / |         | ·             | ·          |
| 10월 13일 | 닝보 오픈 닝보시, 중화인민공화국 WTA 500 하드 – $ – 28S/24Q/16D 단식 – 복식     | · vs. ·     | · vs. · | ·             | ·          |
| 10월 13일 | 닝보 오픈 닝보시, 중화인민공화국 WTA 500 하드 – $ – 28S/24Q/16D 단식 – 복식     | / · vs. · / |         | ·             | ·          |
| 10월 13일 | 재팬 오픈 오사카시, 일본 WTA 250 하드 – $ – 32S/24Q/16D 단식 – 복식             | · vs. ·     | · vs. · | ·             | ·          |
| 10월 13일 | 재팬 오픈 오사카시, 일본 WTA 250 하드 – $ – 32S/24Q/16D 단식 – 복식             | / · vs. · / |         | ·             | ·          |
| 10월 20일 | 범태평양 오픈 도쿄도, 일본 WTA 500 하드 – $ – 28S/24Q/16D 단식 – 복식           | · vs. ·     | · vs. · | ·             | ·          |
| 10월 20일 | 범태평양 오픈 도쿄도, 일본 WTA 500 하드 – $ – 28S/24Q/16D 단식 – 복식           | / · vs. · / |         | ·             | ·          |
| 10월 20일 | 광저우 오픈 광저우시, 중화인민공화국 WTA 250 하드 – $ – 32S/24Q/16D 단식 – 복식 | · vs. ·     | · vs. · | ·             | ·          |
| 10월 20일 | 광저우 오픈 광저우시, 중화인민공화국 WTA 250 하드 – $ – 32S/24Q/16D 단식 – 복식 | / · vs. · / |         | ·             | ·          |
| 10월 27일 | 홍콩 오픈 홍콩, 중화인민공화국 WTA 250 하드 – $ – 32S/24Q/16D 단식 – 복식       | · vs. ·     | · vs. · | ·             | ·          |
| 10월 27일 | 홍콩 오픈 홍콩, 중화인민공화국 WTA 250 하드 – $ – 32S/24Q/16D 단식 – 복식       | / · vs. · / |         | ·             | ·          |
| 10월 27일 | 장시 오픈 주장시, 중화인민공화국 WTA 250 하드 – $ – 32S/24Q/16D 단식 – 복식     | · vs. ·     | · vs. · | ·             | ·          |
| 10월 27일 | 장시 오픈 주장시, 중화인민공화국 WTA 250 하드 – $ – 32S/24Q/16D 단식 – 복식     | / · vs. · / |         | ·             | ·          |
| 10월 27일 | 첸나이 오픈 첸나이, 인도 WTA 250 하드 – $ – 32S/24Q/16D 단식 – 복식             | · vs. ·     | · vs. · | ·             | ·          |
| 10월 27일 | 첸나이 오픈 첸나이, 인도 WTA 250 하드 – $ – 32S/24Q/16D 단식 – 복식             | / · vs. · / |         | ·             | ·          |

### 11월
| 주       | 토너먼트                                                                           | 우승        | 준우승  | 준결승 진출자 | 8강 진출자 |
| -------- | ---------------------------------------------------------------------------------- | ----------- | ------- | ------------- | ---------- |
| 11월 3일 | WTA 파이널스 리야드, 사우디아라비아 연말 챔피언십 하드 (i) – $ – 8S/8D 단식 – 복식 | · vs. ·     | · vs. · | ·             | ·          |
| 11월 3일 | WTA 파이널스 리야드, 사우디아라비아 연말 챔피언십 하드 (i) – $ – 8S/8D 단식 – 복식 | / · vs. · / |         | ·             | ·          |

## 통계 정보
이 표들은 2025 WTA 투어의 모든 토너먼트 범주(그랜드 슬램 토너먼트, 연말 챔피언십(WTA 파이널스), WTA 1000과 WTA 500, 그리고 WTA 250)에서 각 선수와 각 국가가 획득한 단식(S), 복식(D), 그리고 혼합 복식(X) 타이틀의 수를 나타낸다. 선수/국가는 다음 기준에 따라 정렬된다:
1. 총 타이틀 수 (동일 국가를 대표하는 두 선수가 획득한 복식 타이틀은 해당 국가에 대해 한 번의 승리로 계산된다);
2. 해당 타이틀의 누적 점수 가치 (그랜드 슬램 토너먼트 우승 1회는 WTA 1000 우승 2회와 같고, 연말 챔피언십 우승 1회는 WTA 1000 우승 1.5회와 같으며, WTA 1000 우승 1회는 WTA 500 우승 2회와 같고, WTA 500 우승 1회는 WTA 250 우승 2회와 같다);
3. 단식 > 복식 > 혼합 복식 계층 구조;
4. 알파벳 순서 (선수는 성 기준).

### 범례
| 그랜드 슬램 토너먼트 |
| 연말 챔피언십        |
| WTA 1000             |
| WTA 500              |
| WTA 250              |

### 선수별 획득 타이틀
| 총 | 선수                           | 그랜드 슬램 | 그랜드 슬램 | 그랜드 슬램 | 연말 | 연말 | WTA 1000 | WTA 1000 | WTA 1000 | WTA 500 | WTA 500 | WTA 250 | WTA 250 | 총계 | 총계 | 총계 |
| 총 | 선수                           | S           | D           | X           | S    | D    | S        | D        | X        | S       | D       | S       | D       | S    | D    | X    |
| -- | ------------------------------ | ----------- | ----------- | ----------- | ---- | ---- | -------- | -------- | -------- | ------- | ------- | ------- | ------- | ---- | ---- | ---- |
| 5  | 사라 에라니 (ITA)              |             | ●           | ●           |      |      |          | ●        | ●        |         |         |         |         | 0    | 3    | 2    |
| 4  | 자스민 파올리니 (ITA)          |             | ●           |             |      |      | ●        | ●        |          |         |         |         |         | 1    | 3    | 0    |
| 4  | 미라 안드레예바                |             |             |             |      |      | ●        | ●        |          |         | ●       |         |         | 2    | 2    | 0    |
| 3  | 카테르지나 시니아코바 (CZE)    |             | ●           | ●           |      |      |          | ●        |          |         |         |         |         | 0    | 2    | 1    |
| 3  | 엘리스 메르텐스 (BEL)          |             | ●           |             |      |      |          |          |          |         |         | ●       |         | 2    | 1    | 0    |
| 3  | 아리나 사발렌카                |             |             |             |      |      | ●        |          |          | ●       |         |         |         | 3    | 0    | 0    |
| 3  | 옐레나 오스타펜코 (LAT)        |             |             |             |      |      |          |          |          | ●       | ●       |         |         | 1    | 2    | 0    |
| 3  | 제시카 페굴라 (USA)            |             |             |             |      |      |          |          |          | ●       |         | ●       |         | 3    | 0    | 0    |
| 3  | 마야 조인트 (AUS)              |             |             |             |      |      |          |          |          |         |         | ●       | ●       | 2    | 1    | 0    |
| 2  | 테일러 타운센드 (USA)          |             | ●           |             |      |      |          | ●        |          |         |         |         |         | 0    | 2    | 0    |
| 2  | 매디슨 키스 (USA)              | ●           |             |             |      |      |          |          |          | ●       |         |         |         | 2    | 0    | 0    |
| 2  | 아시아 무함마드 (USA)          |             |             |             |      |      |          | ●        |          |         | ●       |         |         | 0    | 2    | 0    |
| 2  | 데미 쉬어스 (NED)              |             |             |             |      |      |          | ●        |          |         | ●       |         |         | 0    | 2    | 0    |
| 2  | 디아나 슈나이더                |             |             |             |      |      |          | ●        |          |         | ●       |         |         | 0    | 2    | 0    |
| 2  | 티메아 바보스 (HUN)            |             |             |             |      |      |          |          |          |         | ●       |         |         | 0    | 2    | 0    |
| 2  | 궈한위 (CHN)                   |             |             |             |      |      |          |          |          |         | ●       |         |         | 0    | 2    | 0    |
| 2  | 알렉산드라 파노바              |             |             |             |      |      |          |          |          |         | ●       |         |         | 0    | 2    | 0    |
| 2  | 에린 루트리프 (NZL)            |             |             |             |      |      |          |          |          |         | ●       |         |         | 0    | 2    | 0    |
| 2  | 루이사 스테파니 (BRA)          |             |             |             |      |      |          |          |          |         | ●       |         |         | 0    | 2    | 0    |
| 2  | 매카트니 케슬러 (USA)          |             |             |             |      |      |          |          |          |         |         | ●       |         | 2    | 0    | 0    |
| 2  | 장신위 (CHN)                   |             |             |             |      |      |          |          |          |         |         |         | ●       | 0    | 2    | 0    |
| 2  | 우팡셴 (TPE)                   |             |             |             |      |      |          |          |          |         |         |         | ●       | 0    | 2    | 0    |
| 1  | 코코 고프 (USA)                | ●           |             |             |      |      |          |          |          |         |         |         |         | 1    | 0    | 0    |
| 1  | 이가 시비옹테크 (POL)          | ●           |             |             |      |      |          |          |          |         |         |         |         | 1    | 0    | 0    |
| 1  | 베로니카 쿠데르메토바          |             | ●           |             |      |      |          |          |          |         |         |         |         | 0    | 1    | 0    |
| 1  | 올리비아 가데키 (AUS)          |             |             | ●           |      |      |          |          |          |         |         |         |         | 0    | 0    | 1    |
| 1  | 아만다 아니시모바 (USA)        |             |             |             |      |      | ●        |          |          |         |         |         |         | 1    | 0    | 0    |
| 1  | 소라나 크르스테아 (ROU)        |             |             |             |      |      |          | ●        |          |         |         |         |         | 0    | 1    | 0    |
| 1  | 안나 칼린스카야                |             |             |             |      |      |          | ●        |          |         |         |         |         | 0    | 1    | 0    |
| 1  | 예카테리나 알렉산드로바        |             |             |             |      |      |          |          |          | ●       |         |         |         | 1    | 0    | 0    |
| 1  | 벨린다 벤치치 (SUI)            |             |             |             |      |      |          |          |          | ●       |         |         |         | 1    | 0    | 0    |
| 1  | 타티아나 마리아 (GER)          |             |             |             |      |      |          |          |          | ●       |         |         |         | 1    | 0    | 0    |
| 1  | 에마 나바로 (USA)              |             |             |             |      |      |          |          |          | ●       |         |         |         | 1    | 0    | 0    |
| 1  | 옐레나 리바키나 (KAZ)          |             |             |             |      |      |          |          |          | ●       |         |         |         | 1    | 0    | 0    |
| 1  | 마르케타 본드로우쇼바 (CZE)    |             |             |             |      |      |          |          |          | ●       |         |         |         | 1    | 0    | 0    |
| 1  | 개브리엘라 더브라우스키 (CAN)  |             |             |             |      |      |          |          |          |         | ●       |         |         | 0    | 1    | 0    |
| 1  | 테레자 미할리코바 (SVK)        |             |             |             |      |      |          |          |          |         | ●       |         |         | 0    | 1    | 0    |
| 1  | 올리비아 니콜스 (GBR)          |             |             |             |      |      |          |          |          |         | ●       |         |         | 0    | 1    | 0    |
| 1  | 엘런 페레스 (AUS)              |             |             |             |      |      |          |          |          |         | ●       |         |         | 0    | 1    | 0    |
| 1  | 카타르지나 피테르 (POL)        |             |             |             |      |      |          |          |          |         | ●       |         |         | 0    | 1    | 0    |
| 1  | 마야르 셰리프 (EGY)            |             |             |             |      |      |          |          |          |         | ●       |         |         | 0    | 1    | 0    |
| 1  | 이리나-카멜리아 베구 (ROU)     |             |             |             |      |      |          |          |          |         |         | ●       |         | 1    | 0    | 0    |
| 1  | 루이스 부아송 (FRA)            |             |             |             |      |      |          |          |          |         |         | ●       |         | 1    | 0    | 0    |
| 1  | 카밀라 오소리오 (COL)          |             |             |             |      |      |          |          |          |         |         | ●       |         | 1    | 0    | 0    |
| 1  | 아나스타시야 포타포바          |             |             |             |      |      |          |          |          |         |         | ●       |         | 1    | 0    | 0    |
| 1  | 엘리나 스비톨리나 (UKR)        |             |             |             |      |      |          |          |          |         |         | ●       |         | 1    | 0    | 0    |
| 1  | 클라라 타우손 (DEN)            |             |             |             |      |      |          |          |          |         |         | ●       |         | 1    | 0    | 0    |
| 1  | 안나 블린코바                  |             |             |             |      |      |          |          |          |         |         |         | ●       | 0    | 1    | 0    |
| 1  | 마리 부즈코바 (CZE)            |             |             |             |      |      |          |          |          |         |         |         | ●       | 0    | 1    | 0    |
| 1  | 크리스티나 부크사 (ESP)        |             |             |             |      |      |          |          |          |         |         |         | ●       | 0    | 1    | 0    |
| 1  | 안나 다니리나 (KAZ)            |             |             |             |      |      |          |          |          |         |         |         | ●       | 0    | 1    | 0    |
| 1  | 베로니카 에르자베치 (SLO)      |             |             |             |      |      |          |          |          |         |         |         | ●       | 0    | 1    | 0    |
| 1  | 베아트리스 하다드 마이아 (BRA) |             |             |             |      |      |          |          |          |         |         |         | ●       | 0    | 1    | 0    |
| 1  | 옥사나 칼라시니코바 (GEO)      |             |             |             |      |      |          |          |          |         |         |         | ●       | 0    | 1    | 0    |
| 1  | 마갈리 켐펜 (BEL)              |             |             |             |      |      |          |          |          |         |         |         | ●       | 0    | 1    | 0    |
| 1  | 이리나 흐로마초바              |             |             |             |      |      |          |          |          |         |         |         | ●       | 0    | 1    | 0    |
| 1  | 나디아 키체녹 (UKR)            |             |             |             |      |      |          |          |          |         |         |         | ●       | 0    | 1    | 0    |
| 1  | 데지레 크라프치크 (USA)        |             |             |             |      |      |          |          |          |         |         |         | ●       | 0    | 1    | 0    |
| 1  | 알렉산드라 크루니치 (SRB)      |             |             |             |      |      |          |          |          |         |         |         | ●       | 0    | 1    | 0    |
| 1  | 니노미야 마코토 (JPN)          |             |             |             |      |      |          |          |          |         |         |         | ●       | 0    | 1    | 0    |
| 1  | 줄리아나 올모스 (MEX)          |             |             |             |      |      |          |          |          |         |         |         | ●       | 0    | 1    | 0    |
| 1  | 사브리나 산타마리아 (USA)      |             |             |             |      |      |          |          |          |         |         |         | ●       | 0    | 1    | 0    |
| 1  | 라우라 지게문트 (GER)          |             |             |             |      |      |          |          |          |         |         |         | ●       | 0    | 1    | 0    |
| 1  | 안나 시스코바 (CZE)            |             |             |             |      |      |          |          |          |         |         |         | ●       | 0    | 1    | 0    |
| 1  | 사라 소리베스 토르모 (ESP)     |             |             |             |      |      |          |          |          |         |         |         | ●       | 0    | 1    | 0    |
| 1  | 패니 스톨라르 (HUN)            |             |             |             |      |      |          |          |          |         |         |         | ●       | 0    | 1    | 0    |
| 1  | 판나 우드바르디 (HUN)          |             |             |             |      |      |          |          |          |         |         |         | ●       | 0    | 1    | 0    |
| 1  | 위안유에 (CHN)                 |             |             |             |      |      |          |          |          |         |         |         | ●       | 0    | 1    | 0    |

### 국가별 획득 타이틀
| 총 | 국가                 | 그랜드 슬램 | 그랜드 슬램 | 그랜드 슬램 | 연말 | 연말 | WTA 1000 | WTA 1000 | WTA 1000 | WTA 500 | WTA 500 | WTA 250 | WTA 250 | 총계 | 총계 | 총계 |
| 총 | 국가                 | S           | D           | X           | S    | D    | S        | D        | X        | S       | D       | S       | D       | S    | D    | X    |
| -- | -------------------- | ----------- | ----------- | ----------- | ---- | ---- | -------- | -------- | -------- | ------- | ------- | ------- | ------- | ---- | ---- | ---- |
| 16 | 미국 (USA)           | 2           | 1           |             |      |      | 1        | 2        |          | 4       | 1       | 3       | 2       | 10   | 6    | 0    |
| 6  | 이탈리아 (ITA)       |             | 1           | 1           |      |      | 1        | 2        | 1        |         |         |         |         | 1    | 3    | 2    |
| 6  | 체코 (CZE)           |             | 1           | 1           |      |      |          | 1        |          | 1       |         |         | 2       | 1    | 4    | 1    |
| 5  | 오스트레일리아 (AUS) |             |             | 1           |      |      |          |          |          |         | 1       | 2       | 1       | 2    | 2    | 1    |
| 5  | 중국 (CHN)           |             |             |             |      |      |          |          |          |         | 2       |         | 3       | 0    | 5    | 0    |
| 4  | 벨기에 (BEL)         |             | 1           |             |      |      |          |          |          |         |         | 2       | 1       | 2    | 2    | 0    |
| 4  | 헝가리 (HUN)         |             |             |             |      |      |          |          |          |         | 2       |         | 2       | 0    | 4    | 0    |
| 3  | 라트비아 (LAT)       |             |             |             |      |      |          |          |          | 1       | 2       |         |         | 1    | 2    | 0    |
| 3  | 브라질 (BRA)         |             |             |             |      |      |          |          |          |         | 2       |         | 1       | 0    | 3    | 0    |
| 2  | 폴란드 (POL)         | 1           |             |             |      |      |          |          |          |         | 1       |         |         | 1    | 1    | 0    |
| 2  | 네덜란드 (NED)       |             |             |             |      |      |          | 1        |          |         | 1       |         |         | 0    | 2    | 0    |
| 2  | 루마니아 (ROU)       |             |             |             |      |      |          | 1        |          |         |         | 1       |         | 1    | 1    | 0    |
| 2  | 뉴질랜드 (NZL)       |             |             |             |      |      |          |          |          |         | 2       |         |         | 0    | 2    | 0    |
| 2  | 독일 (GER)           |             |             |             |      |      |          |          |          | 1       |         |         | 1       | 1    | 1    | 0    |
| 2  | 카자흐스탄 (KAZ)     |             |             |             |      |      |          |          |          | 1       |         |         | 1       | 1    | 1    | 0    |
| 2  | 우크라이나 (UKR)     |             |             |             |      |      |          |          |          |         |         | 1       | 1       | 1    | 1    | 0    |
| 2  | 중화 타이베이 (TPE)  |             |             |             |      |      |          |          |          |         |         |         | 2       | 0    | 2    | 0    |
| 1  | 스위스 (SUI)         |             |             |             |      |      |          |          |          | 1       |         |         |         | 1    | 0    | 0    |
| 1  | 캐나다 (CAN)         |             |             |             |      |      |          |          |          |         | 1       |         |         | 0    | 1    | 0    |
| 1  | 이집트 (EGY)         |             |             |             |      |      |          |          |          |         | 1       |         |         | 0    | 1    | 0    |
| 1  | 영국 (GBR)           |             |             |             |      |      |          |          |          |         | 1       |         |         | 0    | 1    | 0    |
| 1  | 슬로바키아 (SVK)     |             |             |             |      |      |          |          |          |         | 1       |         |         | 0    | 1    | 0    |
| 1  | 콜롬비아 (COL)       |             |             |             |      |      |          |          |          |         |         | 1       |         | 1    | 0    | 0    |
| 1  | 덴마크 (DEN)         |             |             |             |      |      |          |          |          |         |         | 1       |         | 1    | 0    | 0    |
| 1  | 프랑스 (FRA)         |             |             |             |      |      |          |          |          |         |         | 1       |         | 1    | 0    | 0    |
| 1  | 조지아 (GEO)         |             |             |             |      |      |          |          |          |         |         |         | 1       | 0    | 1    | 0    |
| 1  | 일본 (JPN)           |             |             |             |      |      |          |          |          |         |         |         | 1       | 0    | 1    | 0    |
| 1  | 멕시코 (MEX)         |             |             |             |      |      |          |          |          |         |         |         | 1       | 0    | 1    | 0    |
| 1  | 세르비아 (SRB)       |             |             |             |      |      |          |          |          |         |         |         | 1       | 0    | 1    | 0    |
| 1  | 슬로베니아 (SLO)     |             |             |             |      |      |          |          |          |         |         |         | 1       | 0    | 1    | 0    |
| 1  | 스페인 (ESP)         |             |             |             |      |      |          |          |          |         |         |         | 1       | 0    | 1    | 0    |

### 타이틀 정보
다음 선수들은 단식, 복식 또는 혼합 복식에서 첫 메인 투어 타이틀을 획득했다:
단식
- 마야 조인트 (19년 38일) – 라바트 (대진)
- 루이스 부아송 (22년 65일) – 함부르크 (대진)

복식
- 미라 안드레예바 (17년 250일) – 브리즈번 (대진)
- 디아나 슈나이더 (20년 277일) – 브리즈번 (대진)
- 마갈리 켐펜 (27년 71일) – 클루지나포카 (대진)
- 안나 시스코바 (23년 223일) – 클루지나포카 (대진)
- 마야 조인트 (19년 37일) – 라바트 (대진)
- 베로니카 에르자베치 (25년 202일) – 이아시 (대진)
- 판나 우드바르디 (26년 295일) – 이아시 (대진)

혼합
- 올리비아 가데키 (22년 275일) – 오스트레일리아 오픈 (대진)
- 카테르지나 시니아코바 (29년 61일) – 윔블던 (대진)

다음 선수들은 단식, 복식 또는 혼합 복식에서 메인 투어 타이틀을 방어했다:
단식
- 카밀라 오소리오 – 보고타 (대진)

복식
- 카테르지나 시니아코바 – 두바이 (대진)
- 크리스티나 부크사 – 보고타 (대진)
- 사라 에라니 – 로마 (대진)
- 자스민 파올리니 – 로마 (대진)

혼합

### 최고 순위
다음 선수들은 이번 시즌에 탑 50 이내로 개인 최고 순위를 달성했다 (굵은 글씨로 표시된 선수들은 탑 10 최고 순위를 달성한 경우):
단식
- 도나 베키치  (1월 27일 17위 달성)
- 율리야 푸틴체바 (1월 27일 20위 달성)
- 매디슨 키스 (2월 24일 5위 달성)
- 엘리나 아바네스얀  (3월 17일 36위 달성)
- 디아나 슈나이더 (5월 5일 11위 달성)
- 우치지마 모유카 (5월 5일 47위 달성)
- 페이턴 스턴스 (5월 19일 28위 달성)
- 자클린 크리스티안 (6월 9일 49위 달성)
- 정친원 (6월 16일 4위 달성)
- 매카트니 케슬러 (6월 30일 30위 달성)
- 미라 안드레예바 (7월 14일 5위 달성)
- 아만다 아니시모바 (7월 14일 7위 달성)
- 클라라 타우손 (7월 14일 19위 달성)
- 린다 노스코바 (7월 14일 23위 달성)
- 애슐린 크루거 (7월 14일 29위 달성)
- 올가 다니로비치 (7월 14일 32위 달성)
- 레베카 슈람코바 (7월 14일 33위 달성)
- 타티아나 마리아 (7월 14일 36위 달성)
- 마야 조인트 (7월 14일 37위 달성)
- 소네이 카르탈 (7월 14일 44위 달성)
- 헤일리 밥티스트 (7월 14일 48위 달성)
- 제시카 부사 마네이로 (7월 14일 50위 달성)
- 루이스 부아송 (7월 21일 44위 달성)

복식
- 궈한위 (1월 13일 30위 달성)
- 소피아 케닌 (1월 27일 21위 달성)
- 테일러 타운센드 (2월 24일 2위 달성)
- 이리나 흐로마초바 (3월 3일 14위 달성)
- 아시아 무함마드 (3월 17일 8위 달성)
- 알렉산드라 파노바 (5월 5일 26위 달성)
- 장신위 (6월 9일 27위 달성)
- 우팡셴 (6월 9일 28위 달성)
- 카타르지나 피테르 (6월 9일 49위 달성)
- 디아나 슈나이더 (6월 16일 8위 달성)
- 올리비아 니콜스 (6월 23일 23위 달성)
- 테레자 미할리코바 (6월 23일 27위 달성)
- 자스민 파올리니 (6월 30일 4위 달성)
- 안나 다니리나 (6월 30일 8위 달성)
- 미라 안드레예바 (6월 30일 13위 달성)
- 옐레나 오스타펜코 (7월 14일 3위 달성)
- 류드밀라 삼소노바 (7월 14일 38위 달성)
- 안나 칼린스카야 (7월 14일 39위 달성)
- 패니 스톨라르 (7월 14일 42위 달성)
- 예카테리나 알렉산드로바 (7월 14일 46위 달성)

## WTA 랭킹
| 현재 테니스 랭킹 | 현재 테니스 랭킹 |

#### 랭킹 1위
| 보유자          | 획득일    | 상실일 |
| --------------- | --------- | ------ |
| 아리나 사발렌카 | 2024년 말 | 현재   |

| 현재 테니스 랭킹 | 현재 테니스 랭킹 |

| 보유자                      | 획득일    | 상실일 |
| --------------------------- | --------- | ------ |
| 카테르지나 시니아코바 (CZE) | 2024년 말 |        |

## 포인트 배분
포인트는 다음과 같이 부여된다:
| 분류                        | W          | F                                           | SF                                          | QF                                                | R16                                               | R32                                               | R64                                               | R128                                              | Q                                                 | Q3                                                | Q2                                                | Q1                                                |
| 그랜드 슬램 (단식)          | 2000       | 1300                                        | 780                                         | 430                                               | 240                                               | 130                                               | 70                                                | 10                                                | 40                                                | 30                                                | 20                                                | 2                                                 |
| 그랜드 슬램 (복식)          | 2000       | 1300                                        | 780                                         | 430                                               | 240                                               | 130                                               | 10                                                | –                                                 | –                                                 | –                                                 | –                                                 | –                                                 |
| WTA 파이널스 (단식/복식)    | 1500*      | 1080*                                       | 750*                                        | (+라운드 로빈 경기당 125, 라운드 로빈 승리당 125) | (+라운드 로빈 경기당 125, 라운드 로빈 승리당 125) | (+라운드 로빈 경기당 125, 라운드 로빈 승리당 125) | (+라운드 로빈 경기당 125, 라운드 로빈 승리당 125) | (+라운드 로빈 경기당 125, 라운드 로빈 승리당 125) | (+라운드 로빈 경기당 125, 라운드 로빈 승리당 125) | (+라운드 로빈 경기당 125, 라운드 로빈 승리당 125) | (+라운드 로빈 경기당 125, 라운드 로빈 승리당 125) | (+라운드 로빈 경기당 125, 라운드 로빈 승리당 125) |
| WTA 1000 (96단식)           | 1000       | 650                                         | 390                                         | 215                                               | 120                                               | 65                                                | 35                                                | 10                                                | 30                                                | –                                                 | 20                                                | 2                                                 |
| WTA 1000 (64/56단식)        | 1000       | 650                                         | 390                                         | 215                                               | 120                                               | 65                                                | 10                                                | –                                                 | 30                                                | –                                                 | 20                                                | 2                                                 |
| WTA 1000 (28/32복식)        | 1000       | 650                                         | 390                                         | 215                                               | 120                                               | 10                                                | –                                                 | –                                                 | –                                                 | –                                                 | –                                                 | –                                                 |
| WTA 500 (64/56/48단식)      | 500        | 325                                         | 195                                         | 108                                               | 60                                                | 32                                                | 1                                                 | –                                                 | 25                                                | –                                                 | 13                                                | 1                                                 |
| WTA 500 (32/30/28단식)      | 500        | 325                                         | 195                                         | 108                                               | 60                                                | 1                                                 | –                                                 | –                                                 | 25                                                | –                                                 | 13                                                | 1                                                 |
| WTA 500 (28복식)            | 500        | 325                                         | 195                                         | 108                                               | 60                                                | 1                                                 | –                                                 | –                                                 | –                                                 | –                                                 | –                                                 | –                                                 |
| WTA 500 (16복식)            | 500        | 325                                         | 195                                         | 108                                               | 1                                                 | –                                                 | –                                                 | –                                                 | –                                                 | –                                                 | –                                                 | –                                                 |
| WTA 250 (32단식, 24/16예선) | 250        | 163                                         | 98                                          | 54                                                | 30                                                | 1                                                 | –                                                 | –                                                 | 18                                                | –                                                 | 12                                                | 1                                                 |
| WTA 250 (16복식)            | 250        | 163                                         | 98                                          | 54                                                | 1                                                 | –                                                 | –                                                 | –                                                 | –                                                 | –                                                 | –                                                 | –                                                 |
| 유나이티드 컵               | 500 (최대) | 자세한 내용은 2025 유나이티드 컵을 참조한다 | 자세한 내용은 2025 유나이티드 컵을 참조한다 | 자세한 내용은 2025 유나이티드 컵을 참조한다       | 자세한 내용은 2025 유나이티드 컵을 참조한다       | 자세한 내용은 2025 유나이티드 컵을 참조한다       | 자세한 내용은 2025 유나이티드 컵을 참조한다       | 자세한 내용은 2025 유나이티드 컵을 참조한다       | 자세한 내용은 2025 유나이티드 컵을 참조한다       | 자세한 내용은 2025 유나이티드 컵을 참조한다       | 자세한 내용은 2025 유나이티드 컵을 참조한다       | 자세한 내용은 2025 유나이티드 컵을 참조한다       |

S = 단식 선수, D = 복식 팀, Q = 예선 선수

* 무패 라운드 로빈 경기 기록을 가정한 것

## 상금 획득 순위
| 상금 (미국 달러) 2025년 7월 21일 기준 | 상금 (미국 달러) 2025년 7월 21일 기준 | 상금 (미국 달러) 2025년 7월 21일 기준 | 상금 (미국 달러) 2025년 7월 21일 기준 | 상금 (미국 달러) 2025년 7월 21일 기준 |
| 번호                                  | 선수                                  | 단식                                  | 복식                                  | 연간 누계                             |
| ------------------------------------- | ------------------------------------- | ------------------------------------- | ------------------------------------- | ------------------------------------- |
| 1                                     | 아리나 사발렌카                       | $6,690,988                            | $0                                    | $6,690,988                            |
| 2                                     | 이가 시비옹테크                       | $6,331,507                            | $0                                    | $6,331,507                            |
| 3                                     | 코코 고프                             | $5,564,677                            | $57,550                               | $5,622,227                            |
| 4                                     | 미라 안드레바                         | $3,379,097                            | $553,157                              | $3,932,254                            |
| 5                                     | 매디슨 키스                           | $3,708,169                            | $17,425                               | $3,725,594                            |
| 6                                     | 자스민 파올리니                       | $2,603,622                            | $679,566                              | $3,283,188                            |
| 7                                     | 아만다 아니시모바                     | $2,946,257                            | $0                                    | $2,946,257                            |
| 8                                     | 제시카 페굴라                         | $1,979,975                            | $44,618                               | $2,024,593                            |
| 9                                     | 엘리나 스비톨리나                     | $1,914,925                            | $0                                    | $1,914,925                            |
| 10                                    | 옐레나 리바키나                       | $1,881,967                            | $4,920                                | $1,886,887                            |

## 은퇴
다음은 2025년 시즌 동안 프로 테니스에서 은퇴를 발표했거나, 활동을 중단했거나 (52주 이상 플레이하지 않음), 영구적으로 출전이 금지된 주목할 만한 선수들 (메인 투어 타이틀 우승자 및 단식 WTA 랭킹 상위 100위 또는 복식 상위 100위에 최소 1주 이상 포함된 선수) 목록이다:
- 이살린 보나벤튀르는 2011년 프로 투어에 합류하여 2023년 5월 단식 최고 랭킹 81위, 2016년 2월 복식 최고 랭킹 57위를 기록했다. 그녀는 두 개의 복식 타이틀을 획득했다. 보나벤튀르는 무릎 부상 회복에 어려움을 겪은 후 2025년 3월 프로 테니스에서 은퇴했다. 그녀의 마지막 출전은 2025 마이애미 오픈이었다.[4]
- 외제니 부샤르는 2009년 프로 투어에 합류하여 2014년 10월 단식 최고 랭킹 5위를 기록했다. 그녀는 한 개의 단식 타이틀과 한 개의 복식 타이틀을 획득했다. 부샤르는 몬트리올에서 열리는 2025 내셔널 뱅크 오픈을 마지막 토너먼트로 하여 2025년 7월 프로 테니스 은퇴를 발표했다.[5]
- 카롤린 가르시아는 2011년 프로 투어에 합류하여 2018년 9월 단식 최고 랭킹 4위, 2016년 10월 복식 최고 랭킹 2위를 기록했다. 그녀는 11개의 단식 타이틀 (2022 WTA 파이널스 포함)과 8개의 복식 타이틀을 획득했으며, 이 중 2개는 메이저 복식 타이틀로 2017년과 2022년 프랑스 오픈에서 우승했다. 가르시아는 2025년 5월 23일 2025년 시즌을 끝으로 은퇴한다고 발표했다.[6]

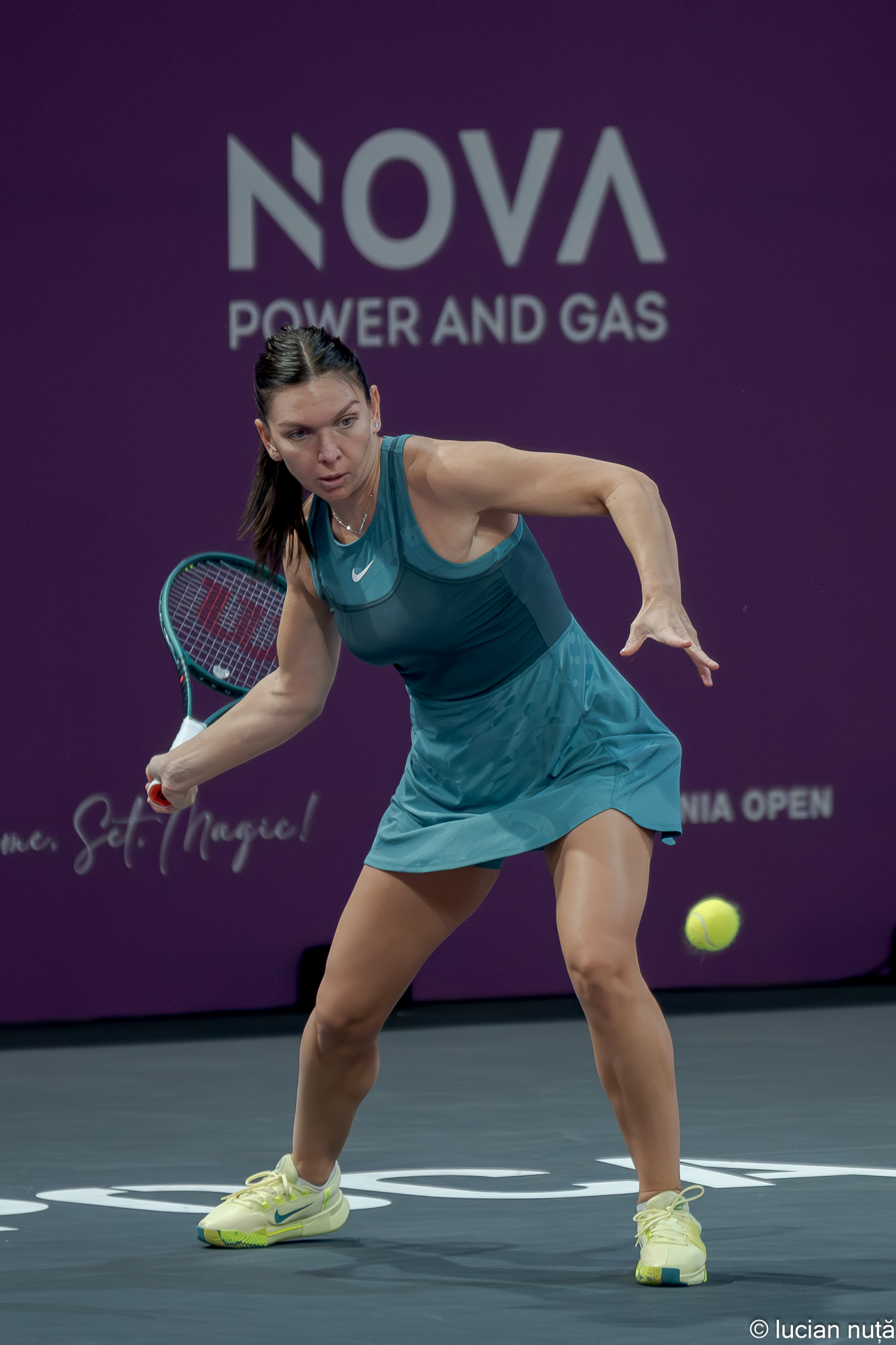
전 세계 1위이자 2회 그랜드 슬램 챔피언인 할렙(2025 트란실바니아 오픈에서 그녀의 마지막 토너먼트에서 촬영).

- 시모나 할렙은 2025년 2월 4일 트란실바니아 오픈에서 루시아 브론제티에게 1라운드에서 패배한 후 프로 테니스 은퇴를 발표했다. 할렙은 2006년 프로로 전향하여 2010년 7월 톱 100에 진입했다. 그녀는 2018년 프랑스 오픈과 2019년 윔블던 선수권 대회에서 우승한 2회 그랜드 슬램 챔피언이며, 3회 그랜드 슬램 결승 진출자이기도 하다. 그녀의 경력 동안, 그녀는 24개의 단식 타이틀과 1개의 복식 타이틀을 획득했다. 2017년 10월, 26세의 나이로 그녀는 처음으로 세계 1위에 오른 두 번째 나이 많은 여성이 되었고, 이 순위를 64주 동안 유지했으며, 이 순위를 차지한 최초의 루마니아 여성이었다. 2014년 1월부터 2021년 7월까지 할렙은 373주 연속 톱 10에 랭크되었으며, 이는 WTA 역사상 8번째로 긴 연속 기록이다. 2022년, 할렙은 US 오픈에서 금지 약물 록사두스타트에 양성 반응을 보였고 2023년 국제 테니스 연맹으로부터 4년 간의 출전 금지 처분을 받았다. 그러나 2024년 2월, 그녀는 스포츠 중재 재판소에 성공적으로 항소하여 출전 정지 기간을 9개월로 단축시켰고, 이 기간은 이미 복역한 것으로 간주되었다. 할렙은 잠시 테니스에 복귀했지만, 그녀의 복귀는 반복되는 무릎 및 어깨 통증을 포함한 수많은 부상으로 인해 중단되었고, 이 모든 것이 그녀의 은퇴를 앞두고 있었다.[7][8][9]
- 미카엘라 크라이체크는 2003년 프로로 전향하여 2008년 2월 단식 최고 랭킹 30위, 2015년 3월 복식 최고 랭킹 23위를 기록했다. 그녀는 3개의 단식 타이틀과 5개의 복식 타이틀을 획득했다. 크라이체크는 스헤르토헨보스에서 그녀의 경력을 축하하는 행사와 함께 은퇴했다.[10]
- 페트라 크비토바는 2006년 프로 투어에 합류하여 2011년 10월 31일 단식 최고 랭킹 2위를 기록했다. 그녀는 2개의 윔블던 타이틀을 포함하여 31개의 단식 타이틀을 획득했다. 크비토바는 2025년 6월 19일 은퇴를 발표했으며, 2025 US 오픈이 그녀의 마지막 토너먼트가 될 것이다.[11][12]
- 야니나 위크마이어는 2004년 프로 투어에 합류하여 2010년 4월 단식 최고 랭킹 12위, 2023년 9월 복식 최고 랭킹 61위를 기록했다. 그녀는 5개의 단식 타이틀과 4개의 복식 타이틀을 획득했다. 위크마이어는 2025년 5월 프로 테니스 은퇴를 발표했으며, 그녀의 마지막 출전은 프랑스 오픈과 윔블던이 될 것이다.[13]

### 활동 중단
- 카이아 카네피는 2024년 롤랑가로스 예선 이후 경기를 치르지 않아 활동을 중단했다.
- 비너스 윌리엄스[14]
- 베라 즈보나레바는 2024년 롤랑가로스 이후 경기를 치르지 않아 활동을 중단했다.[15]

#### 출산 휴가
- 안나 카롤리나 슈미에들로바[16]
- 카롤리네 보즈니아키

## 복귀 및 출전
- 미하엘라 부자르네스쿠는 3년 간의 공백 끝에 2025년 5월 WTA 투어에 복귀하여 2025 프랑스 오픈 예선에서 보호 랭킹을 사용했다.
- 알리제 코르네는 2025년 3월 10개월 간의 은퇴 후 WTA 투어 복귀를 발표했으며, 와일드카드를 받아 2025 루앙 오픈에 출전할 예정이었다.[17] 그러나 그녀는 부상으로 인해 대회 출전 전에 기권했다. 그녀는 이후 와일드카드를 받아 2025 스트라스부르 국제대회의 본선에 진출했다.
- 페트라 크비토바는 출산 휴가 후 2025년 2월 WTA 투어 복귀를 발표했으며, 와일드카드를 받아 2025 ATX 오픈 본선에 출전할 예정이다.[18]
- 갈리나 보스코보예바는 4년간의 활동 중단 후 2025년 7월 2025 무바달라 시티 오픈 복식 경기에서 카밀라 라히모바와 파트너를 맺고 WTA 투어에 복귀했다.
- 이바나 요로비치
- 크리스티나 맥헤일
- 스테파니 푀겔레

## 같이 보기
- 2025 ATP 투어
- 2025 WTA 125 토너먼트
- 2025 ITF 여자 월드 테니스 투어

## 내용주
1. 1 2 3 4 5 6 7 8 9 10  2022년 3월 1일 현재 WTA는 러시아의 우크라이나 침공으로 인해 러시아와 벨라루스 선수들이 러시아 또는 벨라루스의 이름이나 국기 아래에서 토너먼트에 참가하지 않을 것이라고 발표했다.[2]
2. ↑  굵은 글씨로 된 이름과 순위는 해당 선수가 올해 처음으로 탑 10에 진입했거나 세계 랭킹 1위가 되었음을 의미하며, 굵은 글씨로 된 순위만 있는 경우는 해당 선수가 이전 시즌(2025년 이전)에 이미 탑 10에 진입했지만 올해 새로운 개인 최고 순위를 달성했음을 의미한다.